# 324 aC
El 324 aC va ser un any del calendari romà prejulià. A la República i a l'Imperi Romà es coneixia com l'Any de la dictadura de Mugil·là  (o també any 430 ab urbe condita o de la Fundació de Roma). La denominació «324 aC» per a aquest any s'ha emprat des de l'edat mitjana, quan el calendari Anno Domini va ser el mètode prevalent a Europa per a anomenar els anys.

## Esdeveniments

### Conquestes d'Alexandre el Gran a Àsia
- A Susa, Barsina la filla gran de Darios III de Pèrsia es casa amb Alexandre el Gran, seguint la política de matrimonis amb la noblesa local dels territoris conquerits.[2]
- Nearc rep a Susa diversos honors i premis i la mà d'una filla de Mèntor de Rodes i Barsine, la nova esposa d'Alexandre.[3]

### Antiga Grècia
- Nicànor d'Estagira arriba a Grècia enviat per Alexandre el Gran per proclamar l'inici dels Jocs Olímpics, i on proclama un decret per fer tornar tots els exiliats de les ciutats gregues.[4]
- A Olímpia se celebra la cent-catorzena edició dels Jocs Olímpics de l'antigor. Herodor de Mègara guanya el concurs d'Heralds i Trompetes, i Duris de Samos el de pugilat.[5]
- Hipèrides, orador atenenc, trenca la bona relació que tenia amb Demòstenes, quan Hàrpal, tresorer d'Alexandre el Gran que havia fugit de l'Índia emportant-se un botí de 5.000 talents, arriba a Atenes. Hipèrides acusa Demòstenes d'haver rebut diners d'Hàrpal, cosa que no se sap si és certa.[6]

### Antiga Roma
- Aquest any no es van elegir cònsols. Luci Papiri Cursor Mugil·là, nomenat dictador l'any anterior (325 aC) va seguir en el càrrec per lluitar contra els samnites, en el curs de la Segona Guerra Samnita.[7]

## Naixements
- Antíoc I Sòter, segon rei selèucida, fill de Seleuc I Nicàtor.[8]

## Necrològiques
- Hefestió de Pel·la, amic i amant d'Alexandre el Gran. Quan, juntament amb Alexandre, va arribar a Ecbàtana agafa unes febres que el metge Glauc no va poder curar i mor al cap de set dies. Es diu que Alexandre, entristit, va fer matar el metge.[9]